# Раштовка
Раштовка (укр. Раштівка) — село в Староконстантиновском районе Хмельницкой области Украины.
Население по переписи 2001 года составляло 244 человек. Почтовый индекс — 31116. Телефонный код — 3854. Код КОАТУУ — 6824281004.

## Местный совет
31116, Хмельницкая обл., Староконстантиновский р-н, с. Великие Мацевичи